# Corazón salvaje (1993)
 (срп. Дивље срце) мексичка је теленовела, продукцијске куће Телевиса, снимана током 1993. и 1994.

## Синопсис
Смештена на почетак двадесетог века, на прелепе плаже Веракруза, прича прати живот двојице мушкараца, који су са једне стране врло различити, али исто тако заувек повезани, колико год желели да то не буду. Хуан дел Дијабло и Андрес Алкасар синови су угледног земљопоседника Франсиска Алкасара и Ваље, али никада нису живели као браћа. Хуан је копиле, никада признати син којег је богаташу родила жена сиромашног рибара. Са друге стране, Андрес је његов законити потомак, круна брака са његовом супругом Софијом Молином, дамом која је зла и прорачуната колико и префињена.
Хуан, кога су људи прозвали ђавољим сином, због његове дивље природе и ватреног темперамента, у детињству је трпео очухово злостављање — рибар није могао да поднесе чињеницу да га је супруга преварила, због чега је према њеном богатом љубавнику и сину гајио мржњу. Када Франсиско сазна да Андрес није његово једино дете, одлучује да призна „ђавољег“ Хуана и тако му обезбеди дом који заслужује.
Своју вољу бележи у писму, али не успева да га преда верном пријатељу и адвокату Ноелу, јер доживљава несрећу на путу. Ипак пре смрти, натера Андреса да му обећа да ће Хуана прихватити као брата. У међувремену, Софија скрива писмо и одлучује да Хуана никада не прихвати као једног од Франсискових наследника.
Петнаест година касније, грофица Каталина Монтеро де Алтамира враћа се у Веракруз, заједно са ћеркама Моником и Аиме, не би ли испунила обећање које је годинама раније дала Софији. Наиме, две племкиње су уговориле брак своје деце, па је предвиђено да Андрес ожени Монику, слатку и осећајну девојку, која је сушта супротност хладној и користољубивој сестри Аиме. Моника је задовољна мајчиним избором, дуго је заљубљена у Андреса, али проблем настаје када се он заљуби у Аиме и бира њу за супругу упркос ранијем договору. Понижена, Моника одлучује да се замонаши. Са друге стране упркос томе што је верена за Андреса, Аиме се упушта у страсну романсу са Хуаном, који сада управља својим бродићем и дане проводи на пучини као пират.
Пре него што оде на дуго путовање, Аиме му се куне да ће га чекати те да ће се венчати када се он врати. Међутим, свесна бенефиција које ће јој донети брак са богатим Андресом, она заборавља на обећање дато темпераментном љубавнику и постаје госпођа Алкасар и Ваље. Када се Хуан врати са пута, на којем се обогатио, сазнаје да га је вољена жена издала и бесан одлучује да оде на хацијенду свог полубрата и на силу је поведе са собом. Тада упознаје Монику која га, да би спречила трагедију, убеђује да остави на миру њену сестру. Са друге стране, Андрес који није заборавио на обећање дато свом оцу на самрти, убеђује Монику да би најбоље било да се уда са Хуана. Девојка на почетку оклева, али на крају ипак пристаје на тај брак. Тада почиње боље да упознаје свог супруга и схвата да се иза маске опасног дивљака крије љубазан и нежан човек дивљег, али племенитог срца.

## Улоге
| Глумац                 | Улога                                                  |
| ---------------------- | ------------------------------------------------------ |
| Едит Гонзалез          | Моника де Алтамира                                     |
| Едуардо Паломо         | Хуан дел Диабло (Ђавољи Хуан) Франсиско Алкасар и Ваље |
| Ана Колчеро            | Аиме де Алтамира                                       |
| Ариел Лопез Падиља     | Андрес Алкасар                                         |
| Енрике Лизалде         | Ноел                                                   |
| Клаудија Ислас         | Софија                                                 |
| Арсенио Кампос         | Алберто                                                |
| Сесар Евора            | Марсело                                                |
| Исаура Еспиноса        | Аманда                                                 |
| Јоланда Вентура        | Асусена                                                |
| Ернесто Јањез          | Баутиста                                               |
| Хавијер Руан           | Гвадалупе                                              |
| Вероника Мерчант       | Маријана                                               |
| Ђералдин Базан         | Ајме (као девојчица)                                   |
| Оливија Каиро          | Хуанита                                                |
| Ана Лаура Еспиноса     | Лупе                                                   |
| Ерардо Хемер           | Хоакин                                                 |
| Кета Лават             | часна мајка                                            |
| Хаиме Лосано           | Сегундо                                                |
| Антонија Марсин        | Долорес                                                |
| Марија Долорес Оливија | Теуа                                                   |
| Марибел Палмар         | Тереза                                                 |
| Адалберто Пара         | капетан Еспиндола                                      |
| Артуро Паулет          | адвокат Модрагон                                       |
| Алехандро Рабаго       | Педро                                                  |
| Кристијан Руиз         | Андрес (као дечак)                                     |
| Гонзало Санчез         | Факундо                                                |
| Моника Санчез          | Роса                                                   |
| Индира Суно            | Меће                                                   |